# フィシャーノ
フィシャーノ（伊: Fisciano）は、イタリア共和国カンパニア州サレルノ県にある、人口約14,000人の基礎自治体（コムーネ）。

## 地理

### 位置・広がり

#### 隣接コムーネ
隣接するコムーネは以下の通り。括弧内のAVはアヴェッリーノ県所属を示す。
- バロニッシ
- カルヴァーニコ
- カスティリオーネ・デル・ジェノヴェージ
- ジッフォーニ・セーイ・カザーリ
- メルカート・サン・セヴェリーノ
- モントーロ (AV)

## 行政

### 分離集落
フィシャーノには、以下の分離集落（フラツィオーネ）がある。
- Bolano, Canfora, Carpineto, Gaiano, Lancusi, Penta, Pizzolano, Settefichi, Villa, Soccorso, Nocelleto.